# Alfred Perlès
Alfred Perlès (1897-1990) est un écrivain britannique d'origine autrichienne. Il vécut une partie de sa vie à Paris puis en Angleterre, et fut un ami intime d'Anais Nin, Henry Miller et Lawrence Durrell.

## Biographie
Né à Vienne (Autriche-Hongrie) Alfred Perlès est issu du mariage d'un père juif originaire de Bohême et d'une mère française catholique. Il grandit dans un milieu éduqué et parle plusieurs langues. Peu après la Première Guerre mondiale durant laquelle il est mobilisé, il décide de devenir écrivain. Dans son autobiographie inachevée (1973), il revient sur cette période de sa vie, décrivant la Vienne du début des années 1920 et des difficultés d'existence qu'il affronta. Il décide alors de partir vivre à Paris, où il devient rédacteur-correspondant pour le bureau parisien du Chicago Tribune, et publie quelques contes dans Paris-Soir,. Il collabore également à The New Review: An International Notebook for the Arts (1931) fondée à Paris par Samuel Putman (en) (1892-1950), un ami d'Ernest Hemingway et le premier traducteur en anglais des mémoires de Kiki de Montparnasse.
La date de sa rencontre avec Henry Miller demeure incertaine : soit en 1928, lors du premier voyage à Paris de Miller (avec June), soit en 1931. Proche de Blaise Cendrars, l'astrologue excentrique Conrad Moricand établit le thème astral de Perlès en 1928, comme le montre l'édition de Miroir d'astrologie, publiée Au sans pareil. Toujours est-il que Miller trouve un travail de correcteur à partir de mars 1932 au Chicago Tribune grâce à Alfred. Les deux hommes partagent alors un appartement à Clichy, où Anais Nin les retrouvent parfois — Miller et elle deviennent amants. Cet épisode sera transposé par Miller dans Jours tranquilles à Clichy, écrit en 1940 et publié en 1956. En mars 1935, il publie son premier livre, Sentiments limitrophes, ni roman, ni autobiographie, évoquant ses années à Paris.
Perlès partage ensuite un logement avec Miller au 18 villa Seurat. Alfred, Nin,  Miller rejoint par Lawrence Durrell et son épouse Nancy Myers (1912-1983) montent une structure éditoriale : ils proposent au propriétaire d'un journal sportif et mondain, Elmer S. Prather, président de l'American Country Club de France, d'en faire une revue littéraire : The Booster, a monthly in French and English sort à partir de juillet 1937, afin de promouvoir leurs textes, puis le support est rebaptisé Delta, donnant un mélange d'humour noir, d'ironie, de dérision, de véritables recherches formelles et aussi de désespoir. En 1938, Miller fait imprimer What Are You Going to Do About Alf, une plaquette qu'il fait distribuer gratuitement dans le but d'offrir à Perlès des vacances à Ibiza ! D'autres créateurs, souvent exilés, viennent se joindre à eux, étendant leurs ramifications jusqu'à Londres et New York : Antonin Artaud, Michael Fraenkel, Hans Reichel, William Saroyan, Walter Lowenfels (en), Brassaï, Kay Boyle, Dylan Thomas, David Gascoyne, Benjamin Fondane, le jeune ingénieur chinois Zhou Nian Xian (Tcheou Nien Sien, 1912-1999) et d'autres encore,. Le groupe éclate en juin 1939 quand Miller part rejoindre Durrell à Corfou : quelques mois plus tôt, Fraenkel, Miller et lui imaginaient le projet Hamlet à la brasserie Zeyer.
La guerre pousse Perlès à s'exiler pour Londres. Il demande la nationalité britannique et l'obtiendra en 1947, prenant le nom de « Alfred Barrett ». Miller et lui ne cessent de correspondre. Dans leurs échanges, Miller surnomme Perlès, Joey ou Joe : dans les romans de Miller, il est appelé « Carl ». Au début des années 1950, Perlès lui rend visite à Big Sur. Il publie désormais directement en langue anglaise. En 1956, sort My Friend Henry Miller, une des premières biographies sur l'auteur du Tropique du Cancer.
Fin des années 1950, il s'installe en ménage avec Ann Barrett, une écossaise, et le couple part vivre à Chypre. En 1974, l'invasion turque les oblige à revenir vivre au Royaume-Uni : ils résident à Wells dans le Somerset, où ils se lient d'amitié avec le poètes P.J. Kavanagh (en) et l'artiste Laurence Whitfield, proche de Fluxus : c'est dans cette ville qu'il meurt en 1990, âgé de 92 ans.
Perlès a également publié des articles dans des revues comme Horizon et Two Cities et traduit des ouvrages dont en anglais le Chant de l'amour et de la mort du cornette Christophe Rilke de Rainer Maria Rilke (Londres, 1988).
Dans le film Jours tranquilles à Clichy (1990), Claude Chabrol donne à Nigel Havers le rôle de Carl/Perlès.

## Œuvre
- (fr) Sentiments limitrophes, Paris 14e, La Technique du livre, 1935.Réédité par 10/18 en 1984.
- (fr) Le Quatuor en ré majeur, Paris, Villa Seurat, 1938. Réédité par 10/18 en 1984.
- [articles] The Booster, puis Delta, Paris [Villa Seurat], ACCF, sept. 1937 - avril 1939.
- The Renegade, roman, Londres, George Allen & Unwin, 1943.
- Alien Corn, roman historique, Londres, George Allen & Unwin, 1944.
- Round trip, Londres, Dennis Dobson, 1946.
- [préface] (fr) Georges Villa, Miller et l'amour, Paris, Éditions Corrêa, 1947.
- My Friend Henry Miller. An intimate Biography, London, Neville Spearman, 1955.
- Great True Spy Adventures, Arco Publications, 1958.
- Art and outrage: a correspondence about Henry Miller between Lawrence Durrell and Alfred Perlès with intermissions by Henry Miller, Londres, Putman, 1959.
- Reunion in Big Sur, Northwood (Middlesex), Scorpion Press, 1959.
- My friend Lawrence Durrell: an intimate memoir on the author of The Alexandrian Quartet, Northwood (Middlesex), Scorpion Press, [1961].
- My Friend Alfred Perlès: Coda to an Unfinished Autobiography, Londres, Turret Books, 1973.